# Gianluca Busio
Gianluca Cristiano Bosio (Greensboro, 28 de maio de 2002) é um futebolista estadunidense que atua como meio-campo. Atualmente defende o Venezia e a seleção dos Estados Unidos.

## Carreira
Bosio estreou profissionalmente em 2018 no Sporting Kansas City, onde chegou em 2016 vindo do North Carolina Fusion, tornando-se o jogador mais jovem a assinar com um time da Major League Soccer desde Freddy Adu, em 2004.
Seu primeiro jogo foi em abril do mesmo ano, quando o Swope Park Rangers (equipe B do SKC) enfrentou o Colorado Springs Switchbacks, pela United Soccer League (atual USL Championship), enquanto a estreia pelo time principal foi em julho, entrando aos 22 minutos do segundo tempo contra o FC Dallas. O primeiro jogo como titular foi contra o Houston Dynamo, tornando-se ainda o terceiro atleta mais jovem a fazê-lo na MLS.
Em julho de 2021, após 61 jogos e 8 gols com a camisa do Sporting Kansas City, foi anunciada a contratação de Busio pelo Venezia.

## Carreira internacional
Com passagem pelas seleções de base, o meio-campista foi convocado por Gregg Berhalter para a Copa Ouro da CONCACAF, sendo um dos 2 jogadores nascidos em 2002 (juntamente com George Bello) e o mais jovem atleta do elenco. Em 11 de julho, Busio fez sua estreia pelo time principal dos Yankees ao substituir Jackson Yueill aos 62 minutos de jogo contra o Haiti. No total, foram 6 jogos disputados na campanha que levou os Estados Unidos ao sétimo título de sua história na Copa Ouro.

## Títulos
Seleção Estadunidense
- Copa Ouro da CONCACAF: 2021[7]

### Individuais
- Melhor onze do Campeonato Sub-17 da CONCACAF: 2019